# Inlandterminal
Een inlandterminal is een secundair distributieknooppunt, waarbij goederen van het ene transportmiddel naar het andere transportmiddel worden overgeladen.
Op Inlandterminals zijn vaak meerdere distributiecentra geconcentreerd en ze zijn vaak in de buurt van snelwegen gesitueerd. De functie is vaak hetzelfde als bij mainports, hoewel ze minder belangrijk zijn.